# Anton Markoš
Anton Markoš (* 20. března 1949 Kremnica) je český teoretický biolog.
Vystudoval Přírodovědeckou fakultu UK, kde později vedl patnáct let katedru filozofie a dějin přírodních věd. Působil také v Centru pro teoretická studia (společném pracovišti UK a AVČR). Zaměřuje se na buněčnou a vývojovou biologii a biosémiotiku.
Jeho manželkou je bioložka Fatima Cvrčková.

## Dílo
Kromě odborných statí a překladů je autorem řady knih v češtině i angličtině, např. Povstávání živého tvaru (1997), Tajemství hladiny - hermeneutika živého (2000, 2. vyd. 2004, anglicky 2002 jako Readers of the Book of Life). Je spoluautorem knih Berušky, andělé a stroje (s Jozefem Kelemenem, 2004), Život čmelákův - koláž o pobývání v různých světech (s Tomášem Daňkem, 2005) a Staré pověsti (po)zemské aneb Malá historie planety a života (s László Hajnalem, 2007). Roku 2010 editoval soubor textů o vztahu mezi jazykem a životem Jazyková metafora živého. Dále je autorem mnoha odborných i popularizačních článků, které napsal v rámci dlouholeté spolupráce s časopisem Vesmír.

### Publikace
- Povstávání živého tvaru. Praha : Vesmír, 1997. 308 s.
- Tajemství hladiny : hermeneutika živého. Praha : Dokořán, 2003. 350 s.
- Berušky, andělé a stroje. Praha : Dokořán, 2004. 205 s.
- Profil absolventa. Praha : Academia, 2008. 346 s.
- Náhoda a nutnost: Jacques Monod v zrcadle naší doby. Praha: Pavel Mervart, 2008. 445 s.
- Co je nového v biologii. Praha : Nová beseda, 2015. 76 s.
- Znaky a významy v evoluci. Praha : Nová beseda, 2015. 96 s.
- Evoluční tápání : podoby planetárního životopisu. Červený Kostelec : Pavel Mervart, 2016. 362 s.
- Profil senescenta. Praha: Pavel Mervart, 2018. 308 s.